# 本·戈登
本杰明·阿什纳菲·“本”·戈登（英語：Benjamin Ashenafi "Ben" Gordon，1983年4月4日—），生于英国伦敦，英国裔职业篮球运动员，司职得分後衛。在进入NBA之前，戈登就率领康涅狄格大学获得2002年和2004年的NCAA总冠军，他本人也两度获得NCAA总决赛最有价值球员。為NBA歷史上第一位在新秀賽季即奪得最佳第六人的新秀。也是公牛隊隊史三分球命中數第二名，僅次於柯克·韓瑞克。

## 早年
本·戈登出生於英國倫敦，父母親為牙買加裔。在他出生不久後全家就搬到美國並在紐約的弗農山成長。他幫助高中校隊得到2000年紐約州男子籃球冠軍。高登畢業後受到薛頓賀爾大學的強烈邀請，但他決定前往康乃狄克大學就讀。

## 大學生涯
大學第一年高登大多從板凳出發，但他還是有全隊第二高的平均得分（12.6分），並曾在對上維拉諾瓦大學的比賽投進決殺三分球。到了大二，高登的平均得分為全隊第一（19.5分，全美第50名）並有全隊最高的156次助攻，而高登也獲選為大東區最佳陣容第二隊。
到了大三，他平均得分為18.5分（再次全美第50名）4.7籃板及4.5個助攻，同時投進共104個三分球，創下康大隊史單季第二多的紀錄。並以單場81分創下NCAA大東區聯盟的紀錄，之後更率領康大奪下NCAA冠軍，同時得到總決賽MVP。
奪下冠軍後，高登決定棄學，選擇參加2004年NBA選秀。在第一輪第3順位被芝加哥公牛隊選中。

## NBA生涯

### 芝加哥公牛

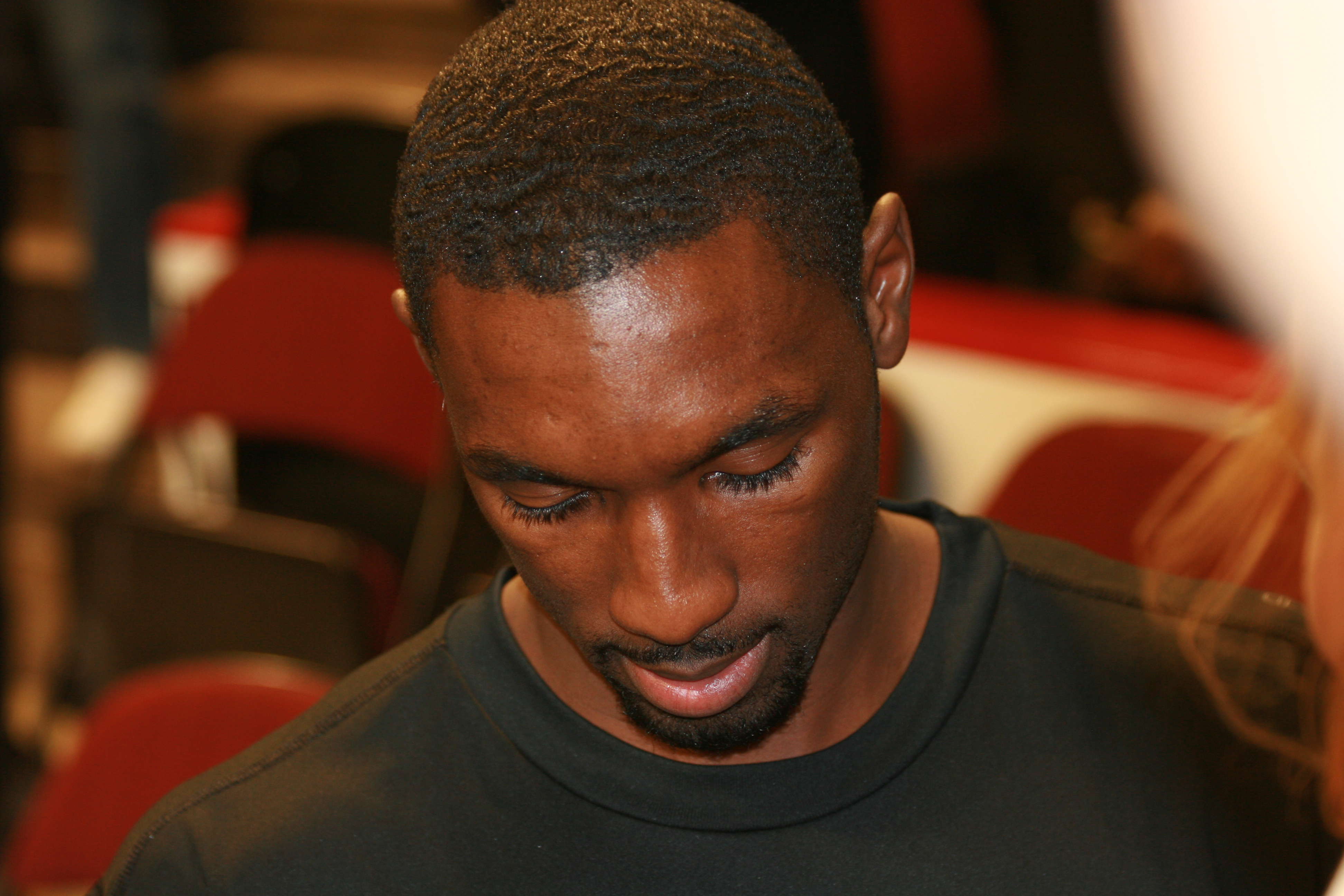
本·戈登在賽前簽名。

在2004年NBA選秀舉辦前，高登覺得他會在第7到第12順位，但隨著選秀會到來，他聲稱有接到暗示公牛隊將會在第三順位選擇他，如同在20年前的1984年NBA選秀選擇麥可·喬丹一樣。高登在高中與大學時穿4號球衣，但因為4號以被公牛隊退役，所以選擇7號球衣。高登表示：「 我以前都穿4號，當然，傑里·斯隆以前穿過了所以我不能穿，而我只是將4號與我的選秀順位『加在一起』，這就是我穿7號的原因。」
2004-05 NBA赛季是他的新人球季，高登平均15.1分、2.6籃板及1.9次助攻，他同時達成21次在第四節得分破雙位數的紀錄，在NBA排名第二，只落後於LeBron James的22次。高登幫助公牛隊在喬丹離隊後（1998年）首次晉級季後賽。2005年4月20日，在4號種子芝加哥公牛擊敗5號種子華盛頓巫師隊的第一戰中，高登單場取得40分，創下了新的NBA新秀季後賽第一戰紀錄。球季結束後，高登成為NBA史上第一位，在新人球季得到NBA最佳第六人，高登在該季也3度獲得單月最佳新秀（1～3月）。最終也獲選入NBA最佳新秀陣容第一隊。

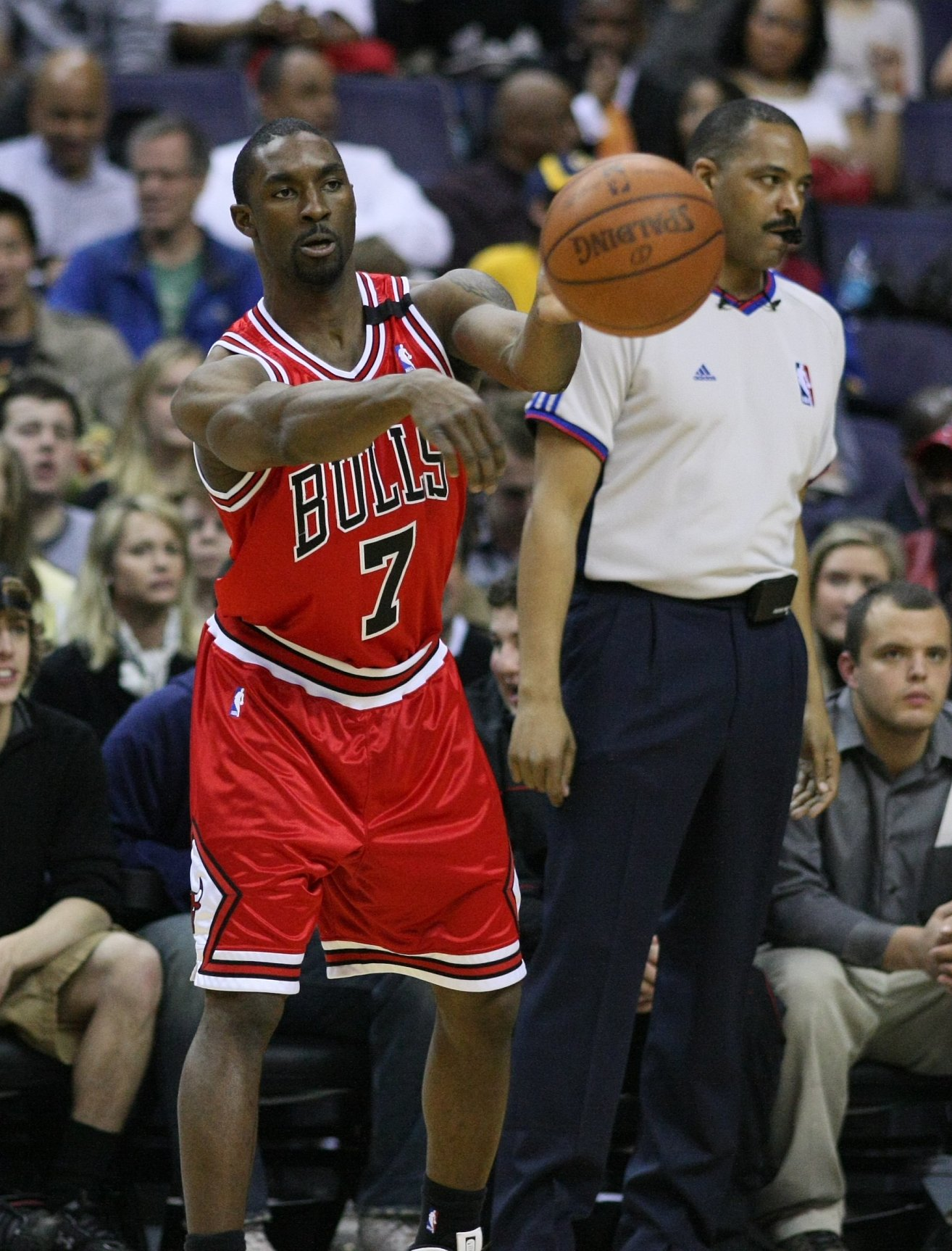
高登於2008-09 NBA賽季

然而，高登在新人球季有失誤過多（場均4.46次於48分鐘內，04-05賽季排名全NBA第6名）以及體力不足的問題。他對此表示：「最重要的是，我只希望能在秋季（休賽季）恢復到更好的狀態。這個賽事與自我調節，並能維持自己的最佳表現多久息息相關。」到了第二年球季（2005-06 NBA賽季），高登時而先發時而替補，全季共先發47場（大多數在後半球季）替補出賽35場。本季高登被選入參加新秀挑戰賽，得到17分。
2006年4月14日，在對上華盛頓巫師隊的比賽，高登創下打平NBA歷史紀錄的連續三分球記錄，共9投9中。2006年，高登參與能量飲料BG7的設計，而這個品牌名字就是源自於他的名字及號碼。
2007年3月4日，高登達成生涯新高的48分，帶領球隊於延長賽以126比121逆轉密爾瓦基公鹿2008年，高登接受公牛隊的一年六百四十萬美元的报价合同。2008年12月27日，高登超越史考提·皮朋成為公牛隊史中投進三分球最多的球員（現由柯克·韓瑞克超越）。在2008-09赛季結束後他成為非限制自由球員。

### 底特律活塞
高登與活塞隊簽訂五年5千5百萬的合約。在活塞隊高登還是繼續擔任第六人的角色。2010年1年9日，高登得到NBA歷史的第一千萬分。2012年3月21日，高登得到45分，包含三分球9投9中，打平NBA紀錄。

### 夏洛特山貓
2012年6月26日，高登與未來的第一輪選秀籤被活塞隊交易至夏洛特山貓，以交換科里·马盖蒂。
2012年11月28日，高登在對上亞特蘭大老鷹的比賽中，於第四節獨得20分。而這20分也創下山貓隊個人單節得分的隊史紀錄，終場共得到26分。
2014年3月2日，高登的合約遭到山貓隊買斷，成為自由球員。

### 奧蘭多魔術
2014年7月2日，高登同意魔術隊一份兩年900萬美元的合約。2015年6月29日，高登的合約遭到魔術隊買斷，成為自由球員。

## 國際賽生涯
高登代表美國參加2003年泛美運動會。
2008年4月1日，高登因其在英國出生並具有英國公民資格，被列入英國國家男子籃球隊的名單。2010年，他希望可以代表英國參加2012年奧運，然而，高登缺席了英國國家隊在休士頓所舉辦的奧運前訓練營。他之後做出解釋，表示因為被交易緣故不能參加國家隊。

## 新秀賽季所获奖项
- NBA最佳第六人
- NBA最佳新秀陣容第一隊
- 2004-2005賽季，2005年全部月份東部最佳新秀

## NBA生涯數據

### 例行賽
| 賽季    | 球隊       | GP  | GS  | MPG  | FG%  | 3P%  | FT%  | RPG | APG | SPG | BPG | PPG  |
| ------- | ---------- | --- | --- | ---- | ---- | ---- | ---- | --- | --- | --- | --- | ---- |
| 2004–05 | 芝加哥公牛 | 82  | 3   | 24.4 | .411 | .405 | .863 | 2.6 | 2.0 | .6  | .1  | 15.1 |
| 2005–06 | 芝加哥公牛 | 80  | 47  | 31.0 | .422 | .435 | .787 | 2.7 | 3.0 | .9  | .1  | 16.9 |
| 2006–07 | 芝加哥公牛 | 82  | 51  | 33.0 | .455 | .413 | .864 | 3.1 | 3.6 | .8  | .2  | 21.4 |
| 2007–08 | 芝加哥公牛 | 72  | 27  | 31.8 | .434 | .410 | .908 | 3.1 | 3.0 | .8  | .1  | 18.6 |
| 2008–09 | 芝加哥公牛 | 82  | 76  | 36.6 | .455 | .410 | .864 | 3.5 | 3.4 | .9  | .3  | 20.7 |
| 2009–10 | 底特律活塞 | 62  | 17  | 27.9 | .416 | .321 | .861 | 1.9 | 2.7 | .8  | .1  | 13.8 |
| 2010–11 | 底特律活塞 | 82  | 27  | 26.0 | .440 | .402 | .850 | 2.4 | 2.1 | .6  | .2  | 11.2 |
| 2011–12 | 底特律活塞 | 52  | 21  | 26.9 | .442 | .429 | .860 | 2.3 | 2.4 | .7  | .2  | 12.5 |
| 2012–13 | 夏洛特山貓 | 75  | 0   | 20.8 | .408 | .387 | .843 | 1.7 | 1.9 | .5  | .2  | 11.2 |
| 2013–14 | 夏洛特山貓 | 19  | 0   | 14.7 | .343 | .276 | .810 | 1.4 | 1.1 | .5  | .1  | 5.2  |
| 2014–15 | 奧蘭多魔術 | 56  | 0   | 14.1 | .437 | .361 | .836 | 1.1 | .9  | .3  | .0  | 6.2  |
| 生涯    | 生涯       | 744 | 269 | 27.4 | .432 | .401 | .857 | 2.5 | 2.5 | .7  | .2  | 14.9 |

### 季後賽
| 賽季 | 球隊       | GP | GS | MPG  | FG%  | 3P%  | FT%  | RPG | APG | SPG | BPG | PPG  |
| ---- | ---------- | -- | -- | ---- | ---- | ---- | ---- | --- | --- | --- | --- | ---- |
| 2005 | 芝加哥公牛 | 6  | 1  | 25.5 | .405 | .318 | .800 | 2.7 | 2.5 | .8  | .3  | 14.5 |
| 2006 | 芝加哥公牛 | 6  | 6  | 40.8 | .406 | .366 | .676 | 3.3 | 3.0 | 1.0 | .0  | 21.0 |
| 2007 | 芝加哥公牛 | 10 | 10 | 39.5 | .415 | .436 | .921 | 3.8 | 3.8 | .9  | .1  | 20.4 |
| 2009 | 芝加哥公牛 | 7  | 7  | 43.4 | .388 | .370 | .875 | 2.9 | 3.0 | .4  | .1  | 24.3 |
| 生涯 | 生涯       | 29 | 24 | 37.9 | .403 | .384 | .840 | 3.2 | 3.1 | .8  | .1  | 20.2 |

## 資料來源
1. 1 2  UCONN player profile 的存檔，存档日期2004-04-17. URL last accessed July 31, 2006
2. ↑  Chicago Bulls Career Leaders （页面存档备份，存于） URL last accessed April 27, 2009
3. ↑  ESPN Player Profile （页面存档备份，存于） URL last accessed August 1, 2006
4. 1 2 3 4  Ben Gordon prospect profile and college stats （页面存档备份，存于） URL last accessed July 31, 2006
5. 1 2  Q&A: Ben Gordon （页面存档备份，存于） URL last accessed November 17, 2006
6. ↑  Ben Gordon, Chris Duhon, Andres Nocioni and Luol Deng Bulls Fource （页面存档备份，存于） URL last accessed August 1, 2006
7. ↑  Gordon named NBA's 6th man （页面存档备份，存于） URL last accessed July 31, 2006
8. ↑  Gordon named rookie of the month for January, February, and March （页面存档备份，存于） URL last accessed July 31, 2006
9. ↑  Bulls.com interview with Ben Gordon （页面存档备份，存于） URL last accessed on July 31, 2006
10. ↑  Recap for 2006 Rookie Challenge game （页面存档备份，存于） URL last accessed July 31, 2006
11. ↑  Gordon Ties Record; Bulls Get Key Win （页面存档备份，存于） URL last accessed December 24, 2006
12. ↑  Yahoo! Sports, Chicago 126, Milwaukee 121, OT （页面存档备份，存于） URL last accessed March 27, 2006
13. ↑  . ESPN.   [2009-07-02]. （原始内容存档于2012-01-27）.
14. ↑  . NBA.   [2011-06-23]. （原始内容存档于2010-01-13）.
15. ↑  . NBA.com. June 26, 2012  [June 26, 2012]. （原始内容存档于2013-10-04）.
16. ↑  . NBA.com. March 2, 2014  [March 2, 2014]. （原始内容存档于2014-07-14）.
17. ↑  .   [2014-07-02]. （原始内容存档于2014-07-06）.
18. ↑  . NBA.com. June 29, 2015  [June 29, 2015]. （原始内容存档于2015-07-02）.
19. ↑  USA Men Lose Bronze Medal Game （页面存档备份，存于）. insidehoops.com. August 7, 2003. Retrieved on June 18, 2008.
20. ↑  Chicago Bulls guard Ben Gordon called up to British basketball squad. AP Sports. April 1, 2008. Retrieved on April 5, 2008.
21. ↑  Ben Gordon Looking to Suit Up for GB Next Summer （页面存档备份，存于）. hoopsfix.com. August 28, 2010. Retrieved on September 1, 2010.
22. ↑  .   [2014-05-30]. （原始内容存档于2014-07-14）.
23. ↑  Ben Gordon decommits for Britain （页面存档备份，存于）. ESPN. July 1, 2012. Retrieved on July 2, 2012.

## 外部連結
| 前任： 肖恩·巴蒂爾 | 美国NCAA大学篮球總決賽最有價值球员 MVP 2002 | 继任： 卡梅隆·安东尼 |

| 前任： 卡梅隆·安东尼 | 美国NCAA大学篮球總決賽最有價值球员 MVP 2004 | 继任： 肖恩·梅 |